# تشونسي ستار
تشونسي ستار (بالإنجليزية: Chauncey Starr)‏ (و. 1912 – 2007 م) هو مهندس من الولايات المتحدة الأمريكية . شارك في مشروع مانهاتن .
توفي عن عمر يناهز 95 عاماً.

## التعليم
تعلم في معهد رينسيلار للعلوم التطبيقية

## جوائز
حصل على جوائز منها:
- قلادة العلوم الوطنية الأمريكية في مجال التكنولوجيا والإبتكار
- جائزة هارولد بندر  [لغات أخرى]‏.